# Châteauroux Classic de l'Indre 2014
La 11e édition de la Châteauroux Classic de l'Indre a eu lieu le 24 août 2014. C'est la treizième épreuve de la Coupe de France de cyclisme sur route 2014. La course fait partie du calendrier UCI Europe Tour 2014 en catégorie 1.1.

## Présentation

### Équipes
Classée en catégorie 1.1 de l'UCI Europe Tour, la Châteauroux Classic de l'Indre est par conséquent ouverte aux UCI ProTeams dans la limite de 50 % des équipes participantes, aux équipes continentales professionnelles, aux équipes continentales et aux équipes nationales.
Vingt-et-une équipes participent à cette Châteauroux Classic de l'Indre - quatre ProTeams, douze équipes continentales professionnelles et cinq équipes continentales :
| UCI ProTeams            | UCI ProTeams | UCI ProTeams |
| Nom de l'équipe         | Pays         | Code         |
| ----------------------- | ------------ | ------------ |
| AG2R La Mondiale        | France       | ALM          |
| FDJ.fr                  | France       | FDJ          |
| Europcar                | France       | EUC          |
| Omega Pharma-Quick Step | Belgique     | OPQ          |

| Équipes continentales professionnelles | Équipes continentales professionnelles | Équipes continentales professionnelles |
| Nom de l'équipe                        | Pays                                   | Code                                   |
| -------------------------------------- | -------------------------------------- | -------------------------------------- |
| Androni Giocattoli-Venezuela           | Italie                                 | AND                                    |
| Bardiani CSF                           | Italie                                 | BAR                                    |
| Bretagne-Séché Environnement           | France                                 | BSE                                    |
| Caja Rural-Seguros RGA                 | Espagne                                | CJR                                    |
| CCC Polsat Polkowice                   | Pologne                                | CCC                                    |
| Cofidis                                | France                                 | COF                                    |
| Colombia                               | Colombie                               | COL                                    |
| IAM                                    | Suisse                                 | IAM                                    |
| MTN-Qhubeka                            | Afrique du Sud                         | MTN                                    |
| Neri Sottoli                           | Italie                                 | NRI                                    |
| Topsport Vlaanderen-Baloise            | Belgique                               | TSV                                    |
| Wanty-Groupe Gobert                    | Belgique                               | WGG                                    |

| Équipes continentales   | Équipes continentales | Équipes continentales |
| Nom de l'équipe         | Pays                  | Code                  |
| ----------------------- | --------------------- | --------------------- |
| BigMat-Auber 93         | France                | BIG                   |
| Bridgestone Anchor      | Japon                 | BGT                   |
| La Pomme Marseille 13   | France                | LPM                   |
| Roubaix Lille Métropole | France                | RLM                   |
| Wallonie-Bruxelles      | Belgique              | WBC                   |

## Classement final
|    | Coureur             | Pays     | Équipe                       |    | Temps           |
| -- | ------------------- | -------- | ---------------------------- | -- | --------------- |
| 1  | Iljo Keisse         | Belgique | Omega Pharma-Quick Step      | en | 4 h 40 min 39 s |
| 2  | Romain Feillu       | France   | Bretagne-Séché Environnement | +  | m.t             |
| 3  | Roy Jans            | Belgique | Wanty-Groupe Gobert          |    | m.t             |
| 4  | Edward Theuns       | Belgique | Topsport Vlaanderen-Baloise  |    | m.t             |
| 5  | Morgan Lamoisson    | France   | Europcar                     |    | m.t             |
| 6  | Benjamin Giraud     | France   | La Pomme Marseille 13        |    | m.t             |
| 7  | Baptiste Planckaert | Belgique | Roubaix Lille Métropole      |    | m.t             |
| 8  | Francesco Chicchi   | Italie   | Neri Sottoli                 |    | m.t             |
| 9  | Andrea Piechele     | Italie   | Bardiani CSF                 |    | m.t             |
| 10 | Justin Jules        | France   | La Pomme Marseille 13        |    | m.t             |

## Liste des participants
- Liste de départ complète

| Légende | Légende                                                                         | Légende | Légende                                                    |
| ------- | ------------------------------------------------------------------------------- | ------- | ---------------------------------------------------------- |
| Num     | Dossard de départ porté par le coureur sur cette Châteauroux Classic de l'Indre | Pos     | Position à l'arrivée de la course                          |
|         | Indique un maillot de champion national ou mondial, suivi de sa spécialité      | NP      | Indique un coureur qui n'a pas pris le départ de la course |
| AB      | Indique un coureur qui n'a pas terminé la course                                | HD      | Indique un coureur qui a terminé la course hors des délais |

| Europcar EUC | Europcar EUC              | Europcar EUC |
| ------------ | ------------------------- | ------------ |
| Num          | Coureur                   | Pos          |
| 1            | Giovanni Bernaudeau (FRA) | 69e          |
| 2            | Yukiya Arashiro (JPN)     | 60e          |
| 3            | Romain Guillemois (FRA)   | 92e          |
| 4            | Fabrice Jeandesboz (FRA)  | 113e         |
| 5            | Morgan Lamoisson (FRA)    | 5e           |
| 6            | Perrig Quéméneur (FRA)    | 112e         |
| 7            | Christophe Kern (FRA)     | 77e          |
| 8            | Taruia Krainer (FRA)      | 94e          |

| AG2R La Mondiale ALM | AG2R La Mondiale ALM         | AG2R La Mondiale ALM |
| -------------------- | ---------------------------- | -------------------- |
| Num                  | Coureur                      | Pos                  |
| 11                   | Guillaume Bonnafond (FRA)    | 54e                  |
| 12                   | Steve Chainel (FRA)          | 131e                 |
| 13                   | Maxime Daniel (FRA)          | 17e                  |
| 14                   | Axel Domont (FRA)            | AB                   |
| 15                   | Jimmy Raibaud (FRA)          | 118e                 |
| 16                   | Jean-Christophe Péraud (FRA) | AB                   |
| 17                   | Nico Denz (GER)              | 48e                  |
| 18                   |                              |                      |

| Bretagne-Séché Environnement BSE | Bretagne-Séché Environnement BSE | Bretagne-Séché Environnement BSE |
| -------------------------------- | -------------------------------- | -------------------------------- |
| Num                              | Coureur                          | Pos                              |
| 21                               | Erwann Corbel (FRA)              | AB                               |
| 22                               | Romain Feillu (FRA)              | 2e                               |
| 23                               | Armindo Fonseca (FRA)            | 18e                              |
| 24                               | Christophe Laborie (FRA)         | 21e                              |
| 25                               | Anthony Delaplace (FRA)          | 30e                              |
| 26                               | Florian Vachon (FRA)             | 44e                              |
| 27                               | Benjamin Le Montagner (FRA)      | 143e                             |
| 28                               | Vegard Stake Laengen (NOR)       | 64e                              |

| Cofidis COF | Cofidis COF             | Cofidis COF |
| ----------- | ----------------------- | ----------- |
| Num         | Coureur                 | Pos         |
| 31          | Edwig Cammaerts (BEL)   | 145e        |
| 32          | Julien Fouchard (FRA)   | 20e         |
| 33          | Romain Lemarchand (FRA) | 88e         |
| 34          | Adrien Petit (FRA)      | 117e        |
| 35          | Stéphane Poulhiès (FRA) | 19e         |
| 36          | Julien Simon (FRA)      | 14e         |
| 37          | Clément Venturini (FRA) | 91e         |
| 38          |                         |             |

| FDJ.fr FDJ | FDJ.fr FDJ                     | FDJ.fr FDJ |
| ---------- | ------------------------------ | ---------- |
| Num        | Coureur                        | Pos        |
| 41         | Arnaud Courteille (FRA)        | 107e       |
| 42         | Laurent Pichon (FRA)           | 36e        |
| 43         | Anthony Geslin (FRA)           | 67e        |
| 44         | Olivier Le Gac (FRA)           | 28e        |
| 45         | Pierre-Henri Lecuisinier (FRA) | 103e       |
| 46         | Jérémy Roy (FRA)               | 57e        |
| 47         | Benoît Vaugrenard (FRA)        | 109e       |
| 48         | Arthur Vichot (FRA)            | 130e       |

| BigMat-Auber 93 BIG | BigMat-Auber 93 BIG       | BigMat-Auber 93 BIG |
| ------------------- | ------------------------- | ------------------- |
| Num                 | Coureur                   | Pos                 |
| 51                  | Frédéric Brun (FRA)       | 62e                 |
| 52                  | Flavien Dassonville (FRA) | 102e                |
| 53                  | Alo Jakin (EST) (Route)   | 75e                 |
| 54                  | Théo Vimpère (FRA)        | 132e                |
| 55                  | Alexis Isérable (FRA)     | AB                  |
| 56                  | Maxime Renault (FRA)      | 63e                 |
| 57                  |                           |                     |
| 58                  | Steven Tronet (FRA)       | 26e                 |

| La Pomme Marseille 13 LPM | La Pomme Marseille 13 LPM  | La Pomme Marseille 13 LPM |
| ------------------------- | -------------------------- | ------------------------- |
| Num                       | Coureur                    | Pos                       |
| 61                        | Domingos Gonçalves (POR)   | 56e                       |
| 62                        | Julien El Fares (FRA)      | 139e                      |
| 63                        | Benjamin Giraud (FRA)      | 6e                        |
| 64                        | Justin Jules (FRA)         | 10e                       |
| 65                        | Clément Saint-Martin (FRA) | 72e                       |
| 66                        | Yoann Paillot (FRA)        | 104e                      |
| 67                        | Evaldas Šiškevičius (LTU)  | 70e                       |
| 68                        | Grégoire Tarride (FRA)     | 127e                      |

| Roubaix Lille Métropole RLM | Roubaix Lille Métropole RLM | Roubaix Lille Métropole RLM |
| --------------------------- | --------------------------- | --------------------------- |
| Num                         | Coureur                     | Pos                         |
| 71                          | Rudy Barbier (FRA)          | 15e                         |
| 72                          | Jimmy Turgis (FRA)          | 119e                        |
| 73                          | Julien Duval (FRA)          | 37e                         |
| 74                          | Jean-Lou Paiani (FRA)       | 126e                        |
| 75                          | Romain Pillon (FRA)         | 120e                        |
| 76                          | Baptiste Planckaert (BEL)   | 7e                          |
| 77                          | Maxime Vantomme (BEL)       | 39e                         |
| 78                          | Franck Vermeulen (FRA)      | AB                          |

| Omega Pharma-Quick Step OPQ | Omega Pharma-Quick Step OPQ | Omega Pharma-Quick Step OPQ |
| --------------------------- | --------------------------- | --------------------------- |
| Num                         | Coureur                     | Pos                         |
| 81                          | Kevin De Weert (BEL)        | 46e                         |
| 82                          | Andrew Fenn (GBR)           | 134e                        |
| 83                          | Michał Gołaś (POL)          | 47e                         |
| 84                          | Iljo Keisse (BEL)           | 1er                         |
| 85                          | Serge Pauwels (BEL)         | 74e                         |
| 86                          | Petr Vakoč (CZE)            | 89e                         |
| 87                          | Stijn Vandenbergh (BEL)     | 135e                        |
| 88                          | Julien Vermote (BEL)        | 27e                         |

| Topsport Vlaanderen-Baloise TSV | Topsport Vlaanderen-Baloise TSV | Topsport Vlaanderen-Baloise TSV |
| ------------------------------- | ------------------------------- | ------------------------------- |
| Num                             | Coureur                         | Pos                             |
| 91                              | Victor Campenaerts (BEL)        | 41e                             |
| 92                              | Tim Declercq (BEL)              | 110e                            |
| 93                              | Sander Helven (BEL)             | 111e                            |
| 94                              | Pieter Vanspeybrouck (BEL)      | 40e                             |
| 95                              | Jarl Salomein (BEL)             | 33e                             |
| 96                              | Edward Theuns (BEL)             | 4e                              |
| 97                              | Preben Van Hecke (BEL)          | 73e                             |
| 98                              | Gijs Van Hoecke (BEL)           | 42e                             |

| Wanty-Groupe Gobert WGG | Wanty-Groupe Gobert WGG | Wanty-Groupe Gobert WGG |
| ----------------------- | ----------------------- | ----------------------- |
| Num                     | Coureur                 | Pos                     |
| 101                     | Frederik Backaert (BEL) | AB                      |
| 102                     | Jérôme Baugnies (BEL)   | 24e                     |
| 103                     | Jan Ghyselinck (BEL)    | 66e                     |
| 104                     | Roy Jans (BEL)          | 3e                      |
| 105                     | Michel Kreder (NED)     | 114e                    |
| 106                     | Danilo Napolitano (ITA) | 71e                     |
| 107                     | Kévin Van Melsen (BEL)  | 93e                     |
| 108                     | Nico Sijmens (BEL)      | 115e                    |

| Colombia COL | Colombia COL              | Colombia COL |
| ------------ | ------------------------- | ------------ |
| Num          | Coureur                   | Pos          |
| 111          | Juan Esteban Arango (COL) | 133e         |
| 112          | Edwin Ávila (COL)         | 123e         |
| 113          | Edward Díaz (COL)         | 83e          |
| 114          | Fabio Duarte (COL)        | AB           |
| 115          | Leonardo Duque (COL)      | 98e          |
| 116          | Dúber Quintero (COL)      | 142e         |
| 117          | Jonathan Paredes (COL)    | 108e         |
| 118          | Juan Pablo Valencia (COL) | 34e          |

| Caja Rural-Seguros RGA CJR | Caja Rural-Seguros RGA CJR    | Caja Rural-Seguros RGA CJR |
| -------------------------- | ----------------------------- | -------------------------- |
| Num                        | Coureur                       | Pos                        |
| 121                        | Marcos García (ESP)           | 59e                        |
| 122                        | Rubén Fernández Andújar (ESP) | 52e                        |
| 123                        | Fabricio Ferrari (URU)        | 95e                        |
| 124                        | Omar Fraile (ESP)             | 45e                        |
| 125                        | Heiner Parra (COL)            | 82e                        |
| 126                        | Ángel Madrazo (ESP)           | 97e                        |
| 127                        | Antonio Molina (ESP)          | 38e                        |
| 128                        | Davide Viganò (ITA)           | NP                         |

| Androni Giocattoli-Venezuela AND | Androni Giocattoli-Venezuela AND | Androni Giocattoli-Venezuela AND |
| -------------------------------- | -------------------------------- | -------------------------------- |
| Num                              | Coureur                          | Pos                              |
| 131                              | Marco Bandiera (ITA)             | 140e                             |
| 132                              | Manuel Belletti (ITA)            | 11e                              |
| 133                              | Omar Bertazzo (ITA)              | 101e                             |
| 134                              | Marco Frapporti (ITA)            | 124e                             |
| 135                              | Johnny Hoogerland (NED)          | 80e                              |
| 136                              | Antonio Parrinello (ITA)         | 121e                             |
| 137                              | Franco Pellizotti (ITA)          | 141e                             |
| 138                              | Andrea Zordan (ITA)              | 90e                              |

| Bardiani CSF BAR | Bardiani CSF BAR                 | Bardiani CSF BAR |
| ---------------- | -------------------------------- | ---------------- |
| Num              | Coureur                          | Pos              |
| 141              | Nicola Boem (ITA)                | 99e              |
| 142              | Enrico Battaglin (ITA)           | 51e              |
| 143              | Francesco Manuel Bongiorno (ITA) | 128e             |
| 144              | Andrea Piechele (ITA)            | 9e               |
| 145              | Sonny Colbrelli (ITA)            | 100e             |
| 146              | Nicola Ruffoni (ITA)             | 147e             |
| 147              | Stefano Pirazzi (ITA)            | 137e             |
| 148              | Edoardo Zardini (ITA)            | 136e             |

| Neri Sottoli NRI | Neri Sottoli NRI        | Neri Sottoli NRI |
| ---------------- | ----------------------- | ---------------- |
| Num              | Coureur                 | Pos              |
| 151              | Francesco Chicchi (ITA) | 8e               |
| 152              | Samuele Conti (ITA)     | 78e              |
| 153              | Andrea Dal Col (ITA)    | 32e              |
| 154              | Mauro Finetto (ITA)     | 76e              |
| 155              | Andrea Fedi (ITA)       | 129e             |
| 156              | Simone Ponzi (ITA)      | 125e             |
| 157              |                         |                  |
| 158              | Francesco Failli (ITA)  | 86e              |

| CCC Polsat Polkowice CCC | CCC Polsat Polkowice CCC       | CCC Polsat Polkowice CCC |
| ------------------------ | ------------------------------ | ------------------------ |
| Num                      | Coureur                        | Pos                      |
| 161                      | Piotr Gawroński (POL)          | 58e                      |
| 162                      | Adrian Kurek (POL)             | 61e                      |
| 163                      | Jarosław Marycz (POL)          | 16e                      |
| 164                      | Jacek Morajko (POL)            | 87e                      |
| 165                      | Nikolay Mihaylov (BUL) (Route) | 81e                      |
| 166                      | Davide Rebellin (ITA)          | 96e                      |
| 167                      | Tomasz Kiendyś (POL)           | 25e                      |
| 168                      | Paweł Charucki (POL)           | 35e                      |

| MTN-Qhubeka MTN | MTN-Qhubeka MTN            | MTN-Qhubeka MTN |
| --------------- | -------------------------- | --------------- |
| Num             | Coureur                    | Pos             |
| 171             | Martin Wesemann (RSA)      | AB              |
| 172             | Karel Hník (CZE)           | 68e             |
| 173             | Tsgabu Grmay (ETH) (Route) | 65e             |
| 174             | Ignatas Konovalovas (LTU)  | 116e            |
| 175             | Adrien Niyonshuti (RWA)    | 85e             |
| 176             | Dennis van Niekerk (RSA)   | 43e             |
| 177             | Andreas Stauff (GER)       | 13e             |
| 178             | Johann van Zyl (RSA)       | 105e            |

| IAM | IAM                    | IAM |
| --- | ---------------------- | --- |
| Num | Coureur                | Pos |
| 181 | Matthias Brändle (AUT) | 12e |
| 182 | Stefan Denifl (AUT)    | DSQ |
| 183 |                        |     |
| 184 | Kevyn Ista (BEL)       | 31e |
| 185 | Claudio Imhof (SUI)    | 50e |
| 186 | Simon Pellaud (SUI)    | 49e |
| 187 |                        |     |
| 188 |                        |     |

| Bridgestone Anchor BGT | Bridgestone Anchor BGT | Bridgestone Anchor BGT |
| ---------------------- | ---------------------- | ---------------------- |
| Num                    | Coureur                | Pos                    |
| 191                    | Damien Monier (FRA)    | 146e                   |
| 192                    | Thomas Lebas (FRA)     | 53e                    |
| 193                    | Kōhei Uchima (JPN)     | AB                     |
| 194                    | Takero Terasaki (JPN)  | 55e                    |
| 195                    | Hiroshi Tsubaki (JPN)  | AB                     |
| 196                    |                        |                        |
| 197                    |                        |                        |
| 198                    |                        |                        |

| Wallonie-Bruxelles WBC | Wallonie-Bruxelles WBC   | Wallonie-Bruxelles WBC |
| ---------------------- | ------------------------ | ---------------------- |
| Num                    | Coureur                  | Pos                    |
| 201                    | Maxime Anciaux (BEL)     | 106e                   |
| 202                    | Olivier Chevalier (BEL)  | 84e                    |
| 203                    | Sébastien Delfosse (BEL) | 122e                   |
| 204                    | Tom Dernies (BEL)        | 22e                    |
| 205                    | Jonathan Dufrasne (BEL)  | 144e                   |
| 206                    | Laurent Évrard (BEL)     | 29e                    |
| 207                    | Christophe Prémont (BEL) | 79e                    |
| 208                    | Julien Stassen (BEL)     | 23e                    |